# Lycomorphodes suspecta
Lycomorphodes suspecta är en fjärilsart som beskrevs av Felder 1875. Lycomorphodes suspecta ingår i släktet Lycomorphodes och familjen björnspinnare. Inga underarter finns listade i Catalogue of Life.